# Liste des maires de Céret
Cet article dresse une liste par ordre de mandat des maires de Céret.

## Liste des maires

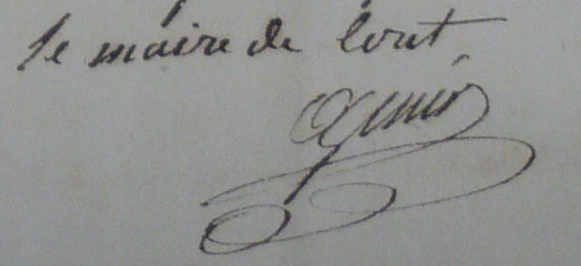
Signature du maire Pierre Génis en 1815.

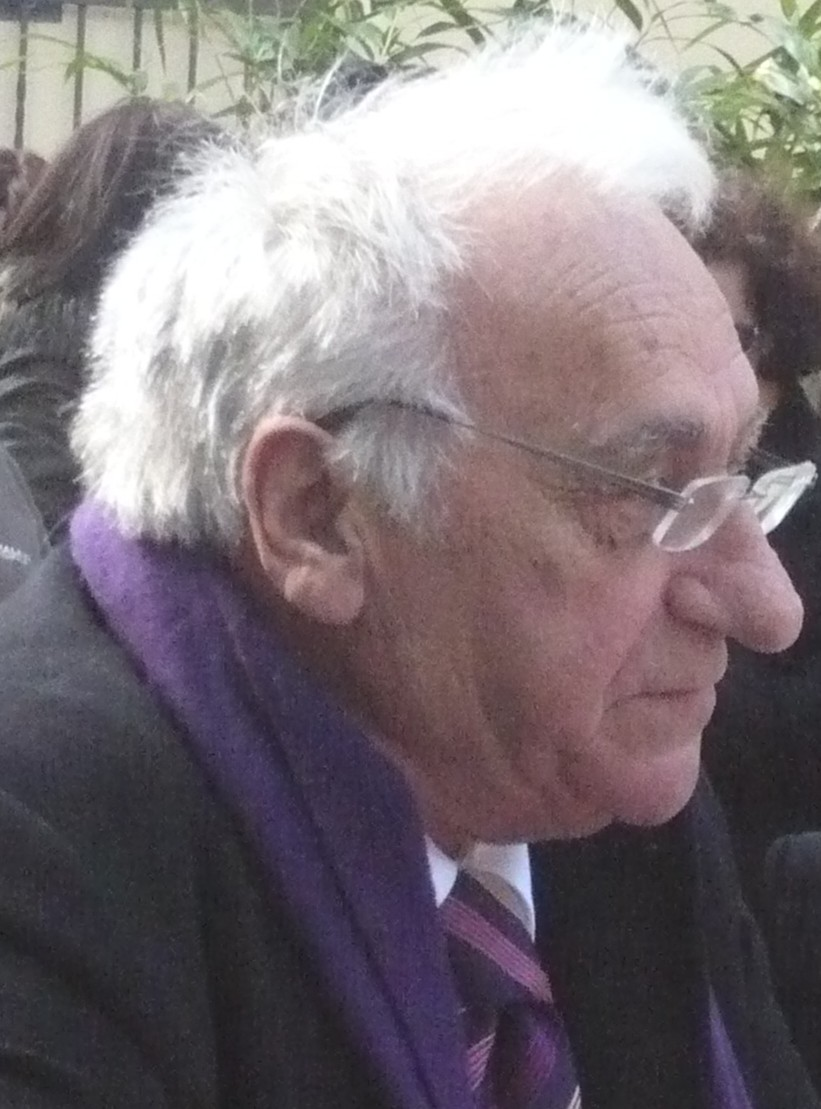
Alain Torrent, maire de 2001 à 2020.

| Période           | Période        | Identité                | Étiquette    | Qualité |
| ----------------- | -------------- | ----------------------- | ------------ | --- |
| 10 juin 1790      |                | Joseph Peig-Albitre     |              | |
| 5 décembre 1790   |                | Antoine de Miro         |              | |
| 1er janvier 1792  |                | Louis Curel             |              | |
| 28 juillet 1800   |                | Joseph Delmas           |              | |
| 13 décembre 1802  |                | Pierre Génis            |              | |
| 2 août 1815       |                | Pierre Mathieu Berlan   |              | |
| 1821              |                | M. de Ribas de Riubanys |              | |
| 2 janvier 1826    |                | Antoine de Miro         |              | |
| 1830              |                | Joseph Vilar            |              | |
| 30 octobre 1830   |                | Jean Villanove          |              | |
| 8 avril 1831      |                | Bonaventure Noguères    |              | Juge puis président du tribunal de Céret Conseiller général de Céret (1833 → 1842)                                                                                    |
| 19 avril 1831     |                | Thadée Ville            |              | |
| 1834              |                | Joseph Vilar            |              | |
| 19 mars 1843      |                | Joseph Delmas           |              | |
| 14 septembre 1848 |                | Félix Llobet            |              | |
| 2 novembre 1850   |                | Jean Fortagut           |              | |
| 8 mai 1851        |                | Jean Fortagut           |              | |
| 19 juillet 1860   |                | Henri Latouche          |              | |
| 13 mai 1871       |                | François Vinyes         |              | |
| 27 septembre 1874 |                | Henri Latouche          |              | |
| 10 février 1878   |                | Michel Fourcade         | Républicain  | Conseiller général de Céret (1877 → 1883) |
| 20 mai 1888       |                | Jacques Guitard-Gouëll  |              | |
| 19 juin 1889      |                | François Palau          |              | |
| 22 octobre 1893   |                | Pierre Catllar          |              | |
| 14 janvier 1894   |                | Barthélémy Calmon       | Républicain  | Conseiller général de Céret (1895 → 1901) |
| 4 mars 1894       |                | Jacques Guitard-Gouëll  |              | |
| 9 août 1902       |                | Barthélémy Calmon       | Républicain  | Conseiller général de Céret (1895 → 1901) |
| 10 janvier 1909   |                | Ferdinand Forné         | Républicain  | Conseiller général de Céret (1913 → 1919) |
| 1er décembre 1919 |                | Onuphre Tarris          | Radical      | Industriel Conseiller général de Céret (1919 → 1940) |
| 16 novembre 1940  |                | Henri Rey               |              | |
| 6 décembre 1941   |                | Henri Mouchard          |              | |
| 22 février 1943   |                | Jean Maler              |              | |
| 27 octobre 1944   | 1945           | Jacques Souquet         |              | |
| mai 1945          | octobre 1947   | Gaston Cardonne         | PCF          | Employé des contributions indirectes Conseiller général de Céret (1945 → 1951) Sénateur (1946 → 1948)                                                                 |
| 26 octobre 1947   | 1963           | Henri Guitard           | SFIO         | Avoué Conseiller général de Céret (1951 → 1963) |
| 13 décembre 1963  | 1964           | Marcel Parayre          |              | |
| 20 avril 1964     | 1983           | Michel Sageloly (père)  | SFIO puis PS | Préparateur en pharmacie puis droguiste détaillant à Céret Conseiller municipal Conseiller général de Céret (1964 → 1982) Conseiller régional du Languedoc-Roussillon |
| 7 mars 1983       | 18 juin 1995   | Henri Sicre             | PS           | Inspecteur central des impôts Conseiller général de Céret (1982 → 2001) Conseiller régional du Languedoc-Roussillon (1986 → 1988) Député (1988 → 2007)                |
| 25 juin 1995      | 1996           | Michel Sageloly (fils)  | DVD          | Rhumatologue |
| 28 juillet 1996,  | 18 mars 2001   | Henri Sicre             | PS           | Inspecteur central des impôts Conseiller général de Céret (1982 → 2001) Député (1988 → 2007)                                                                          |
| 19 mars 2001      | 5 juin 2015,   | Alain Torrent           | DVG          | Professeur agrégé de mathématiques Président de la CC du Vallespir |
| 24 juillet 2015,  | 3 juillet 2020 | Alain Torrent           | DVG          | Professeur agrégé de mathématiques Vice-président du SCOT Littoral Sud Président de la CC du Vallespir Récipiendaire de la Légion d'honneur                           |
| 3 juillet 2020    | En cours       | Michel Coste            | DVG          | Ingénieur |